# Ferrovia Torre Annunziata-Castellammare di Stabia-Gragnano
La ferrovia Torre Annunziata–Castellammare di Stabia–Gragnano è una linea ferroviaria della Campania, che corre interamente nella città metropolitana di Napoli per una lunghezza di circa 10 chilometri e attraversa tre comuni: Torre Annunziata, Castellammare di Stabia e Gragnano.
La linea, classificata da RFI come complementare, ha una rilevante importanza storica per i trasporti ferroviari italiani: infatti è stata la prima linea ad essere progettata in Italia, e il suo tratto Torre Annunziata–Castellammare di Stabia è stato il quarto ad essere attivato (come prolungamento della ferrovia Napoli-Portici).
La tratta terminale Castellammare di Stabia-Gragnano è ufficialmente sospesa dal 2010 e da allora risulta priva di traffico.

## Storia

### Le origini
Nel 1836, la società francese Bayard, propose al re del Regno delle Due Sicilie, Ferdinando II di Borbone, il progetto di una strada ferrata che collegasse Napoli con Nocera Inferiore, con un deviazione a Torre Annunziata per Castellammare di Stabia: la linea attraversava tutto il golfo di Napoli correndo lungo la costa fino a Torre Annunziata, per poi proseguire lungo la piana del Sarno fino a Nocera Inferiore, mentre la deviazione per la città stabiese continuava a seguire la linea costiera. Il re, entusiasta del progetto, diede l'approvazione per l'inizio dei lavori, che iniziarono nel 1838: il 3 ottobre 1839 venne inaugurata la prima tratta ferroviaria italiana, ossia la Napoli - Portici, a trazione a vapore e doppio binario. I lavori proseguirono ed il primo maggio del 1841 la ferrovia raggiunge Torre del Greco ed un anno dopo il 2 agosto 1842 viene raggiunta Torre Annunziata e Castellammare di Stabia: sarà questo il primo tratto della ferrovia Torre Annunziata–Gragnano. L'evento è una vera e propria festa con la presenza di tutte le massime autorità e del re stesso con le stazioni addobbate con festoni e corone di fiori. La linea si presenta di una lunghezza di circa 6 chilometri, a doppio binario e a trazione a vapore. La stazione di Torre Annunziata Centrale viene costruita nella zona sud della città, mentre quella di Castellammare di Stabia è posta alla periferia nord della città, nel rione Spiaggia. Nel corso del 1863 la ferrovia venne acquisita, assieme alla Napoli–Salerno, dalla Società Italiana per le Strade Ferrate Meridionali, che ne mantenne la proprietà fino al riscatto dello stato.

Nel frattempo lungo la ferrovia iniziano a sorgere numerose piccole industrie, invogliate dal fatto che possono ricevere più velocemente materie prime e allo stesso tempo avere un mezzo rapido per il trasporto dei prodotti una volta terminati: proprio basandosi su questa tesi, nel 1884 la nascente fabbrica di conserve Cirio si raccorda poco dopo lo scalo stabiese con la ferrovia. Lo sviluppo industriale interessa anche la vicina cittadina di Gragnano che con i suoi numerosi pastifici diventa la capitale mondiale della pasta: per velocizzare sia l'importazione di grano sia l'esportazione della pasta la società delle Meridionali decide di prolungare la ferrovia dalla stazione di Castellammare di Stabia verso Gragnano passando per la piana dove sorgono i numerosi pastifici: il 4 maggio 1885 viene inaugurata la nuova tratta ferroviaria di 5 chilometri, a binario unico e trazione a vapore, caratterizzata da una pendenza del 25 per mille.

### Dalla fine dell'Ottocento alla Seconda Guerra Mondiale

La fabbrica Cirio con il raccordo ferroviario

La ferrovia porta ad un incremento notevole dei traffici sia per movimento passeggeri che soprattutto per trasporto merci: Castellammare di Stabia e Torre Annunziata diventano un crocevia fondamentale per il trasbordo sul treno sia dalle merci che provengono via terra dalla Calabria e dalla Puglia, sia per quelle che provengono dal mare. Per facilitare lo scambio tra il treno e le navi il 15 aprile 1886 vengono aperti due raccordi con le aree portuali di Torre Annunziata e di Castellammare di Stabia, entrambi a binario singolo: il primo si stacca dalla stazione di Torre Annunziata Centrale e dopo un percorso di circa 2 chilometri termina nella stazione di Torre Annunziata Marittima, posta nei pressi del porto e della stazione di Torre Annunziata Città sulla linea Napoli - Salerno, mentre il secondo si stacca dalla ferrovia poco prima di giungere nella stazione di Castellammare di Stabia e dopo un percorso di circa 3 chilometri, che attraversa buona parte della città nei pressi del lungomare, giunge al porto dove si trova la stazione di Castellammare di Stabia Marittima. Questo raccordo inoltre prosegue per trecento metri fino a raggiungere i cantieri navali: attualmente quello della città stabiese è l'unico utilizzato. Nel 1906 viene inaugurata la linea tranviaria che dalla stazione di Castellammare di Stabia giungeva fino a Sorrento attraversando buona parte della penisola sorrentina: il tram non fa altro che aumentare il traffico passeggeri della linea. In questo momento la ferrovia ha un bacino di utenza che ricopre non solo le tre città attraversate ma anche numerosi paesi vicino come quelli della penisola sorrentina, dei Monti Lattari come Lettere, Casola di Napoli, Agerola e Pimonte, nonché Sant'Antonio Abate. La Prima guerra mondiale non arreca danni alla linea e per tutto il periodo del fascismo non avvengono eventi di rilievo, eccezion fatta per l'elettrificazione dell'intera linea, l'inaugurazione, nel 1934, della linea della Circumvesuviana da Torre Annunziata fino a Castellammare di Stabia e l'utilizzo, sempre nello stesso anno, del raccordo per Castellammare Marittima come servizio urbano. Nel 1940 viene aperta la nuova fermata di Castellammare Industriale.

### Dalla Seconda guerra mondiale agli anni '80
Nella stazione di Castellammare di Stabia, il binario 1 è più corto rispetto agli altri binari e lo spazio mancante è occupato da un'aiuola: non è un caso che ci sia quell'aiuola. Durante la Seconda guerra mondiale, un soldato americano ubriaco, lascia partire dalla stazione di Gragnano un treno che, a causa della forte pendenza della linea, acquista una notevole velocità, andandosi poi a schiantare nel fabbricato viaggiatori della stazione di Castellammare di Stabia, provocando la morte di diverse persone. Per ovviare a questo problema si decide di costruire un terrapieno, con il conseguente accorciamento del primo binario, solitamente usato per il servizio per Gragnano, in modo da evitare altri rovinosi schianti. Poi con il passare degli anni e lo sviluppo ferroviario la presenza del terrapieno diventa inutile e quindi viene abbattuto e sostituito da un'aiuola.
La Seconda guerra mondiale arreca pochissimi danni alla linea ed in breve riprendere il regolare servizio. Il 6 gennaio 1948 la Circumvesuviana prolunga la ferrovia da Castellammare di Stabia a Sorrento e lo stesso giorno viene chiusa la linea tranviaria sostituita dal più veloce e comodo treno: la stazione di Castellammare di Stabia perde il ruolo di collegamento con la penisola sorrentina e con esso una buona fetta di utenza. Il miracolo economico italiano degli anni sessanta investe la zona torrese-stabiese tanto da diventare uno dei luoghi più industrializzati d'Italia: cantieri metallurgici, industrie farmaceutiche, cartiere, pastifici a cui si aggiungevano quelli di Gragnano, si sviluppano tutti lungo la linea di costa e quindi lungo la ferrovia e da questo ne scaturisce un gran numero di raccordi industriali: in questo periodo sia i treni passeggeri, le cui destinazioni era diverse, da Napoli a Caserta, Salerno e Benevento, che quelli merci viaggiano 24 ore su 24. Per far fronte al cospicuo numero di operai che raggiungono le fabbriche, verso la fine degli anni '60, nei pressi dei cantieri metallurgici viene aperta una nuova fermata chiamata Castellammare Cantieri. Accanto allo sviluppo economico - industriale procede di pari passo il boom edilizio: le stazioni di Torre Annunziata Centrale e di Castellammare di Stabia, una volta poste all'estrema periferia si ritrovano ora ad essere al centro della città, così come lungo la tratta per Gragnano sorgono numerosi complessi abitativi: per venire incontro alle esigenze di queste persone viene creata una nuova fermata, presso la zona del Parco Imperiale, denominata Madonna delle Grazie, mentre, negli anni '70, viene chiusa la fermata di Castellammare Industriale.

### Dagli anni '80 al 2000

Il tram per Sorrento al capolinea all'esterno della
stazione di Castellammare di Stabia

A metà anni ottanta una grave crisi industriale colpisce la zona: le numerose industrie così come i pastifici di Gragnano vanno in fallimento e sono costrette a chiudere mentre le poche che riescono a salvarsi preferiscono affidarsi al trasporto su gomma per le loro merci, mezzo più rapido ed economico: segue un calo drastico del servizio merci e con esso la chiusura di quasi tutti i raccordi. Accanto a questo la concorrenza della Circumvesuviana che ha treni per Napoli con cadenza di ogni 30 minuti e la fortuna di passare nel centro sia di Castellammare di Stabia che di Torre Annunziata, toglie parecchi utenti alla linea FS, la quale viene inserita nella lista dei cosiddetti rami secchi ossia quelle tratte ferroviarie che hanno una così bassa percentuale d'utenza da rendere inutile il servizio ferroviario. Inoltre da Gragnano il trasporto mediante autobus viene di gran lunga preferito a quello in treno in quanto quest'ultimo impiega tempi maggiori per giungere a Napoli, dovendo cambiare anche senso di marcia nella stazione di Castellammare di Stabia. I traffici verso i porti diminuiscono ed in poco tempo viene chiuso il raccordo per Torre Annunziata Marittima, mentre quello stabiese resta in vita solo per servire i cantieri navali di legno e ferro, anche se la stazione marittima era stata già soppressa diversi anni prima dopo la chiusura dei magazzini generali. A fine anni ottanta viene aperte la nuova fermata di Rovigliano, a servizio dell'omonima frazione torrese, che negli anni aveva avuto un buon incremento di abitanti. Ad inizio anni novanta la fermata di Castellammare Cantieri viene chiusa al traffico per il ridotto numero di viaggiatori: lo scalo infatti, dopo la crisi industriale perse la sua funzione di servire gli operai ed inoltre si trovava distante da centri abitati. Con la diminuzione del traffico passeggeri inizia anche a diminuire il numero di treni: si passa da una dozzina di coppie di treni al giorno per Napoli di fine anni settanta a due coppie del 1994, mentre i servizi tra Torre Annunziata a Gragnano scendono da una trentina di coppie a 27 coppie nei giorni feriali e 14 in quelli festivi. Cambia inoltre anche il servizio tra Castellammare di Stabia e Gragnano che diventa a spola rendendo inutile il presenziamento dello scalo gragnanese, anche perché cessa definitivamente il traffico merci. Nel 1996 per far fronte alla grave crisi le Ferrovie dello Stato varano un nuovo orario che prevede 38 coppie di treni giornalieri con 7 corse prolungate su Napoli e una per Salerno: dopo pochi anni, visti gli scarsi risultati, l'esperimento verrà abbandonato.

### Il XXI secolo

L'interno della stazione di Castellammare di Stabia negli anni '20

Gli anni 2000 si aprono con una linea sempre più vicina alla chiusura, dove i treni, solo 14 coppie, erano limitati oramai tra Torre Annunziata e Castellammare di Stabia, e solo 8 coppie raggiungevano Gragnano. Nella primavera del 2003 a causa di uno sciopero del personale la linea viene chiusa facendo presagire la definitiva soppressione. Dopo quasi sei mesi però tornano a circolare i treni e con l'entrata in vigore del nuovo orario il 14 dicembre dello stesso anno, Metronapoli, la società che all'epoca gestiva anche la linea 2 della metropolitana di Napoli, ottiene il permesso di far transitare i suoi treni, che arrivavano già a Torre Annunziata Centrale fino a Castellammare di Stabia. Le coppie di treni per Napoli Campi Flegrei sono 11 con fermate in tutte le stazioni, tra cui quelle della metropolitana eccetto Napoli Gianturco, a cui si affiancano i servizi offerti da Trenitalia per Torre Annunziata e Gragnano. L'orario del 2004 prevede un'ulteriore novità ossia l'integrazione dei servizi Metronapoli con quelli Trenitalia: infatti ai treni provenienti da Napoli venne istituita la coincidenza a Castellammare di Stabia con i treni per Gragnano. Nel 2005 la gestione dei treni metropolitani passa nuovamente nelle mani di Trenitalia e nel 2007 viene effettuato un piccolo cambiamento all'orario con l'eliminazione di una coppia di treni per Napoli e il ridimensionamento del servizio per Gragnano con alcune corse auto-sostituite: sempre in questo periodo due corse al mattino provenienti da Napoli vengono fatte arrivare a Gragnano ma il tutto dura solo pochi giorni. Nel 2008 piccoli lavori di manutenzione interessano la linea e le stazioni di Castellammare di Stabia e Gragnano; nel giugno dello stesso anno, con l'entrata in vigore del nuovo orario e la contemporanea apertura della linea a monte del Vesuvio, le coppie di treni da Castellammare di Stabia a Napoli Campi Flegrei vengono portate da 10 a 13, offrendo per la prima volta una copertura quasi completa nell'arco dell'intera giornata, con un vuoto di treni solo per tre ore al mattino e cambiando la loro denominazione da metropolitani a regionali. Durante questi anni il traffico merci è sparito definitivamente eccetto diverse tradotte che vengono effettuate alcuni giorni alla settimana alla volta dei cantieri navali di Castellammare di Stabia o per le officine di riparazioni dell'AVIS. Dal 12 dicembre 2010, contemporaneamente al cambio d'orario, la tratta compresa tra la città stabiese e Gragnano viene sospesa al traffico passeggeri; successivamente, il 9 settembre 2012, anche il restante tratto da Castellammare di Stabia a Torre Annunziata Centrale, viene sospeso: tuttavia, a seguito delle proteste dei pendolari, nell'ottobre dello stesso anno la circolazione riprende regolarmente.
Nel 2022, nell'ambito di un contratto istituzionale di sviluppo tra il governo e 19 comuni dell'area vesuviana, è stato presentato il progetto di realizzazione di un tram-treno sull'intera linea, da Torre Annunziata a Gragnano, riaprendo quindi anche la tratta sospesa; l'opera è stata finanziata con 33 milioni di euro e affidata a EAV come ente attuatore.

## Caratteristiche
| Continuation backward |

|  |  | Unknown route-map component "eABZg+l" | Unknown route-map component "exCONTfq" |  |

| Station on track |

|  |  | Unknown route-map component "ABZgl" | Unknown route-map component "CONTfq" |  |

| Stop on track |

| Unknown route-map component "hKRZWae" |

| Unknown route-map component "eHST" |

| Unknown route-map component "eHST" |

|  | Unknown route-map component "exCONTgq" | Unknown route-map component "eABZgr" |  |  |

|  |  | Unknown route-map component "ABZg+l" | Unknown route-map component "STR+r" |  |

|  |  | End station | Straight track |  |

| 5+706 |
| 0+000 |

|  |  | Unknown route-map component "CONTgq" | Unknown route-map component "KRZu" | Unknown route-map component "CONTfq" |

|  |  |  | Small non-passenger station on track |

|  |  |  | Non-passenger end station |

La ferrovia si distacca dalla ferrovia Napoli-Salerno poco prima di giungere nella stazione di Torre Annunziata Centrale provenendo da Napoli: infatti i treni che percorrono la linea per Gragnano e Castellammare di Stabia partono dal binario 4 e 5 e dal binario tronco C, anche se l'altro binario abilitato con scambio per eventuali treni da e per Gragnano è il terzo. Dalla stazione di Torre Annunziata Centrale, con una curva ad ampio raggio verso destra, la linea per Gragnano si stacca definitivamente da quella per Salerno ed entra in sede propria: la curva immette su un primo breve rettilineo di circa 2 chilometri, che porta nella fermata di Rovigliano. Questo primo tratto di ferrovia ha una lunghezza di circa 3 chilometri e non presenta particolari asperità naturali in quanto il territorio è interamente pianeggiante: unici elementi degni di nota due passaggi a livello con barriere.
Dopo una breve curva verso destra la linea si avvicina alla linea costiera che dista circa un centinaio di metri. Attraversato il piccolo ponte in ferro, che non presenta particolari aspetti architettonici, sul fiume Sarno dopo circa 300 metri, e l'attraversamento di un passaggio a livello, si arriva nella fermata dismessa di Castellammare Cantieri. Dalla fermata partono due raccordi: uno in direzione Castellammare di Stabia, per gli ex cantieri metallurgici italiani, oggi sede del porto turistico di Marina di Stabia, e l'altro in direzione Torre Annunziata per l'industria farmaceutica Novartis.
Da Castellammare Cantieri alla stazione terminale di Castellammare di Stabia la linea procede interamente in rettilineo ed in piano, correndo lungo la costa, che dista sempre una cinquantina di metri. In questo tratto di circa un chilometro e mezzo la linea interseca la sede stradale tre volte, protetta da altrettanti passaggi a livelli con barriere. In piena linea si trova il raccordo per l'industria meccanica dell'AVIS, mentre poco prima della stazione stabiese parte il raccordo per la stazione marittima. Questo primo tratto di ferrovia è lungo 7 chilometri ed il binario è doppio.
Invertito il senso di marcia, il binario curva verso destra, procedendo in direzione Gragnano: la curva termina poco prima di un passaggio a livello e dopo averne superato un altro, la ferrovia sottopassa la linea Napoli - Sorrento della Circumvesuviana e la statale sorrentina. Da questo punto in poi, fino alla fermata di Madonna delle Grazie si procede in rettilineo, anche se si presenta una leggera pendenza, passando dai 5 metri s.l.m. di Castellammare di Stabia ai 40 metri di Madonna delle Grazie. In questo tratto di circa due chilometri non si presentano elementi di rilievo se non nei pressi del rione San Marco il passaggio sulla ferrovia del viadotto della statale sorrentina.
Superata la fermata di Madonna delle Grazie una curva sulla destra, nel pieno centro del borgo di Madonna delle Grazie, immette su un rettilineo di circa 2,5 chilometri che termina nella stazione di Gragnano. In questo tratto la pendenza aumenta fino al 25 per mille, tanto che in soli tre chilometri si passa da 40 a 90 metri. I passaggi a livelli che si riscontrano sono due, più uno senza barriere; oltre ad un sottopassaggio stradale, poco prima della stazione gragnanese, è presente l'elemento architettonico più importante dell'intera linea, ossia un ponte in muratura con pietre vive, con tre arcate che permette di superare la cosiddetta Valle dei Pastai. La ferrovia termina nella stazione capolinea di Gragnano.

## Materiale rotabile

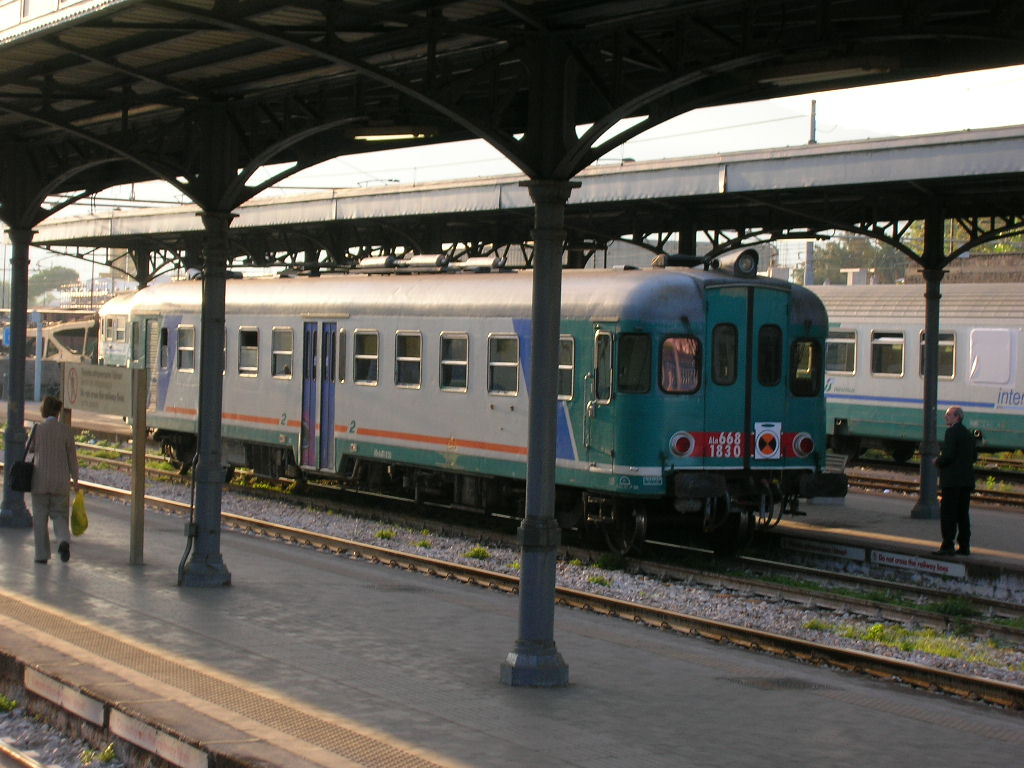
ALn 668 a Torre Annunziata Centrale

Sulla linea vengono impiegati, per il servizio metropolitano tra Castellammare di Stabia e Napoli Campi Flegrei, gli ETR 425 "Jazz".
Per i servizi regionali tra Torre Annunziata e Gragnano veniva utilizzata l'automotrice FS ALn 668. In principio erano usate due ALn 668 in coppia, poi in seguito allo scarso traffico ne è stata utilizzata una, proveniente dal deposito della stazione di Salerno.
In principio, quando la trazione era a vapore, venivano utilizzate locomotive del gruppo 835 e del gruppo 880, poi in seguito all'elettrificazione della linea sono state utilizzate le E.624. A partire dagli anni settanta il servizio viene affidato alle ALe 803, che diventeranno le regine incontrastate della linea, ed alle E.623.
Per il traffico merci vengono utilizzati locomotive diesel del gruppo 214.